# Jaroslavický mlýn
Jaroslavický mlýn v Jaroslavicích v okrese Znojmo je vodní mlýn, který stojí severovýchodně od zámku na řece Dyji. Je chráněn jako nemovitá kulturní památka České republiky; předmětem památkové ochrany je nový vodní mlýn, starý vodní mlýn, bývalá parní kotelna, ohradní zeď se dvěma pilíři a sýpka.

## Historie
Mlýn stál v Jaroslavicích pravděpodobně již ve 14. století, kdy byl postaven Dyjsko-mlýnský náhon. Zanikl někdy po první čtvrtině 16. století a na jeho místě byl postaven pivovar. Nový mlýn zde vznikl koncem 17. století. V roce 1930 patřil dědicům Jana Gráfa.

## Popis
Voda na vodní kolo a později na turbínu vedla dlouhým náhonem od rybníka přes stavidlo a odtokovým kanálem se vracela zpět do řeky. Před mlýnem se náhon rozdělil na dvě ramena; na obou byly až do roku 1972 turbíny, vyměněné v roce 1993 za nové. V roce 1930 byly ve mlýně dvě Francisovy turbíny (hltnost 3,5 m³/s, spád 4 m, výkon 120 HP; zanikly); k tomu roku je zde také uváděno dynamo. Nově instalovaná turbína MPV Turbeko 860 mm má výkon 90 kW. Mlýn zůstal zcela bez technologie, dochovala se pouze výroba elektrické energie.